# Parma Associazione Sportiva 1955-1956
Questa voce raccoglie le informazioni riguardanti il Parma Associazione Sportiva nelle competizioni ufficiali della stagione 1955-1956.

## Stagione
Nella stagione 1955-1956 il Parma ha disputato il nono campionato di Serie B della sua storia, si è piazzato in quindicesima posizione con 28 punti in classifica, nel torneo che ha promosso in Serie A l'Udinese con 49 punti e il Palermo con 47 punti. Retrocedono in Serie C il Livorno con 22 punti e la Salernitana con 19 punti.
I crociati affrontano la nuova stagione ancora nelle mani della guida tecnica di Ivo Fiorentini, ma molto rinnovati dalle cessioni di Raimondo Taucar, Osvaldo Biancardi, Virginio Guidazzi, Giorgio Bartolini, Aldo Fontana e Giovanni Griffith, con i loro sostituti che non si dimostrano dello stesso livello, molto bene invece l'attaccante Paolo Erba che realizza 14 reti in campionato. Il torneo cadetto dei ducali parte con cinque vittorie e cinque sconfitte nelle prime dieci giornate, poi un assestamento nelle parti basse della classifica, ed è una vera fortuna per i crociati il disastroso torneo disputato da Livorno e Salernitana, che garantiscono una salvezza anticipata. Il Parma vivacchia nelle retrovie, con il "Tardini"  che diventa terreno di facile conquista per gli avversari, capitolando ben cinque volte.

## Divise
| 1ª maglia | 2ª maglia |

## Organigramma societario
Area direttiva
- Presidente: Fabrizio Cartolari

Area tecnica
- Allenatore: Ivo Fiorentini

## Rosa
| N. |                   | Ruolo | Calciatore          |
| -- | ----------------- | ----- | ------------------- |
|    | Italia (bandiera) | P     | Enzo Magnanini      |
|    | Italia (bandiera) | P     | Gino Menozzi        |
|    | Italia (bandiera) | P     | Vincenzo Vernizzi   |
|    | Italia (bandiera) | D     | Ivo Cocconi         |
|    | Italia (bandiera) | D     | Angelo Colla        |
|    | Italia (bandiera) | D     | Galliano Grolli     |
|    | Italia (bandiera) | D     | Aldo Monardi        |
|    | Italia (bandiera) | D     | Radames Pizzolito   |
|    | Italia (bandiera) | C     | Bruno Alfier        |
|    | Italia (bandiera) | C     | Claudio Azzali (II) |
|    | Italia (bandiera) | C     | Luciano Cervi       |
|    | Italia (bandiera) | C     | Claudio Darni       |
|    | Italia (bandiera) | C     | Piero Miniussi      |

| N. |                           | Ruolo | Calciatore              |
| -- | ------------------------- | ----- | ----------------------- |
|    | Italia (bandiera)         | C     | Giorgio Schiavon        |
|    | Cecoslovacchia (bandiera) | C     | Čestmír Vycpálek        |
|    | Italia (bandiera)         | A     | Luciano Bandoli         |
|    | Italia (bandiera)         | A     | Corrado Bernicchi       |
|    | Italia (bandiera)         | A     | Mauro Bicicli           |
|    | Italia (bandiera)         | A     | Sergio Danelon          |
|    | Cecoslovacchia (bandiera) | A     | Július Korostelev       |
|    | Italia (bandiera)         | A     | Paolo Erba              |
|    | Italia (bandiera)         | A     | Etro Ferretti           |
|    | Italia (bandiera)         | A     | Pier Leonardo Frambatti |
|    | Italia (bandiera)         | A     | Gian Luca Furia         |
|    | Italia (bandiera)         | A     | Gaetano Maccagni        |
|    | Italia (bandiera)         | A     | Ermanno Righetto        |

## Risultati

### Serie B

#### Girone di andata
| Arbitro: | Guarnaschelli (Pavia) |

|                                              |           |                    |
| Castaldo 52’ Bredesen 74’ Pinardi 86’ (rig.) | Marcatori | 80’ (rig.) Bicicli |

| Arbitro: | Famulari (Messina) |

|                                                   |           |  |
| Bicicli 15’, 88’ (rig.) Erba 59’ Coaro 68’ (aut.) | Marcatori |  |

| Arbitro: | Ferrari (Milano) |

|                       |           |               |
| Erba 42’ Righetto 80’ | Marcatori | 59’ Galassini |

| Arbitro: | Bartolomei (Roma) |

|               |           |  |
| Nicoletti 60’ | Marcatori |  |

| Arbitro: | Boati (Milano) |

|                         |           |  |
| Ghiandi 40’ Quoiani 84’ | Marcatori |  |

| Arbitro: | Perego (Milano) |

|                            |           |           |
| Miniussi 11’ Erba 66’, 88’ | Marcatori | 46’ Bimbi |

| Arbitro: | Alterio (Roma) |

|              |           |  |
| Lucchesi 58’ | Marcatori |  |

| Arbitro: | De Marchi (Pordenone) |

|                          |           |                                |
| Capraro 8’ Barchiesi 86’ | Marcatori | 29’ Bicicli 49’, 60’ Bernicchi |

| Arbitro: | Famulari (Messina) |

|                            |           |  |
| Righetto 54’ Erba 80’, 87’ | Marcatori |  |

| Arbitro: | Alterio (Roma) |

|                            |           |  |
| Rebizzi 55’ Bersellini 78’ | Marcatori |  |

| Parma 11 dicembre 1955 11ª giornata | Parma             | 0 – 0 | Legnano | Stadio Ennio Tardini\| Arbitro: \| Grillo (Afragola) \| |
| Arbitro:                            | Grillo (Afragola) |       |         |                                                         |

| Arbitro: | Perego (Milano) |

|               |           |                 |
| Barbolini 86’ | Marcatori | 32’ (rig.) Erba |

| Arbitro: | De Gregorio (Legnano) |

|  |           |             |
|  | Marcatori | 41’ Monardi |

| Arbitro: | Canepa (Genova) |

|                             |           |                            |
| Vycpálek 53’ Korostelev 61’ | Marcatori | 8’ Mattavelli 79’ Lojodice |

| Arbitro: | Bartolomei (Roma) |

|              |           |                       |
| Miniussi 19’ | Marcatori | 62’ Marra 75’ Santoni |

| Arbitro: | Boati (Milano) |

|                              |           |          |
| Baccalini 12’, 21’ Cappa 35’ | Marcatori | 74’ Erba |

| Arbitro: | De Gregorio (Legnano) |

|             |           |                                                    |
| Bicicli 43’ | Marcatori | 5’ (aut.) Pizzolito 69’ Tinazzi 73’ (aut.) Monardi |

#### Girone di ritorno
| Arbitro: | Jonni (Macerata) |

|          |           |  |
| Erba 18’ | Marcatori |  |

| Valdagno 19 febbraio 1956 19ª giornata | Marzotto Valdagno | 0 – 0 | Parma | Stadio dei Fiori\| Arbitro: \| Bartolomei (Roma) \| |
| Arbitro:                               | Bartolomei (Roma) |       |       |                                                     |

| Arbitro: | De Gregorio (Legnano) |

|                                        |           |          |
| Scaramuzzi 35’ Bertucco 48’ Buzzin 82’ | Marcatori | 19’ Erba |

| Arbitro: | Annoscia (Bari) |

|                           |           |                                   |
| Bicicli 17’ Bernicchi 23’ | Marcatori | 2’ Colomban 53’ Franchi 79’ Rossi |

| Arbitro: | Guarnaschelli (Pavia) |

|         |           |  |
| Erba 2’ | Marcatori |  |

| Arbitro: | Menchini (Udine) |

|            |           |              |
| Masoni 28’ | Marcatori | 40’ Miniussi |

| Arbitro: | Campanati (Milano) |

|  |           |             |
|  | Marcatori | 82’ Maselli |

| Parma 1º aprile 1956 25ª giornata | Parma            | 0 – 0 | Salernitana | Stadio Ennio Tardini\| Arbitro: \| Griggi (Brescia) \| |
| Arbitro:                          | Griggi (Brescia) |       |             |                                                        |

| Arbitro: | Rebuffo (Milano) |

|           |           |  |
| Darin 29’ | Marcatori |  |

| Arbitro: | Smorto (Reggio Calabria) |

|                         |           |  |
| Bicicli 8’ Righetto 70’ | Marcatori |  |

| Arbitro: | Menchini (Udine) |

|            |           |              |
| Pastore 6’ | Marcatori | 82’ Righetto |

| Arbitro: | Coppa (Mariano Comense) |

|  |           |          |
|  | Marcatori | 2’ Gaeta |

| Arbitro: | Ferrari (Milano) |

|             |           |  |
| Bicicli 41’ | Marcatori |  |

| Arbitro: | Maghernino (San Severo) |

|                   |           |          |
| Lojodice 59’, 66’ | Marcatori | 31’ Erba |

| Arbitro: | Alterio (Roma) |

|                                                |           |                |
| Gritti 16’ Baldini 50’, 68’ Santoni 62’ (rig.) | Marcatori | 6’ (rig.) Erba |

| Arbitro: | Rebuffo (Milano) |

|                 |           |               |
| Erba 55’ (rig.) | Marcatori | 82’ Baccalini |

| Arbitro: | Baldassarre (Udine) |

|                                            |           |  |
| Manenti 23’ Vitali 25’ Albertelli 47’, 71’ | Marcatori |  |

## Statistiche

### Statistiche di squadra
| Competizione | Punti | In casa | In casa | In casa | In casa | In casa | In casa | In trasferta | In trasferta | In trasferta | In trasferta | In trasferta | In trasferta | Totale | Totale | Totale | Totale | Totale | Totale | DR  |
| Competizione | Punti | G       | V       | N       | P       | Gf      | Gs      | G            | V            | N            | P            | Gf           | Gs           | G      | V      | N      | P      | Gf     | Gs     | DR  |
| ------------ | ----- | ------- | ------- | ------- | ------- | ------- | ------- | ------------ | ------------ | ------------ | ------------ | ------------ | ------------ | ------ | ------ | ------ | ------ | ------ | ------ | --- |
| Serie B      | 28    | 17      | 8       | 4       | 5       | 24      | 15      | 17           | 2            | 4            | 11           | 12           | 31           | 34     | 10     | 8      | 16     | 36     | 46     | -10 |

### Statistiche dei giocatori[2]
| Giocatore      | Serie B  | Serie B |
| Giocatore      | Presenze | Reti    |
| -------------- | -------- | ------- |
| B. Alfier      | 29       | 0       |
| C. Azzali (II) | 1        | 0       |
| L. Bandoli     | 3        | 0       |
| C. Bernicchi   | 29       | 3       |
| M. Bicicli     | 32       | 8       |
| L. Cervi       | 2        | 0       |
| I. Cocconi     | 34       | 0       |
| A. Colla       | 33       | 0       |
| S. Danelon     | 2        | 0       |
| C. Darni       | 2        | 0       |
| P. Erba        | 26       | 14      |
| E. Ferretti    | 10       | 0       |
| L. Frambatti   | 1        | 0       |
| G. Furia       | 1        | 0       |
| G. Grolli      | 1        | 0       |
| J. Korostolev  | 4        | 1       |
| G. Maccagni    | 5        | 0       |
| E. Magnanini   | 4        | -?      |
| G. Menozzi     | 25       | -?      |
| P. Miniussi    | 33       | 3       |
| A. Monardi     | 33       | 1       |
| R. Pizzolito   | 4        | 0       |
| E. Righetto    | 18       | 4       |
| G. Schiavon    | 6        | 0       |
| V. Vernizzi    | 5        | -?      |
| Č. Vycpálek    | 31       | 1       |